# Tóth Béla (színigazgató)
Tóth Béla (Abaújszántó, 1855. december 6. – Miskolc, 1895. július 23.) színigazgató.

## Élete
Tóth Béla 1855. december 6-án született Abaújszántón. Színészként pályáját 1871. április 6-án kezdte, Kétszery Józsefnél, s közel tíz évig volt vidéki segédszínész, szerelmes színész. 1881 tavaszán kapott igazgatói engedélyt. 1886-tól a Színészegyesület igazgató tanácsában működött, 1893-tól a központi iroda ellenőre lett. Művészi törekvéseit nem fogadta igazi megértés, így bár elsőosztályú társasága volt, kisebb városokban kellett működnie. Nagyobb téli állomásai Székesfehérvár és Miskolc voltak. 1895. július 13-án 40 évesen, Miskolcon érte a halál.

## Működési adatai
- 1873-ban Gerő Jakab
- 1874-ben Jászberény
- 1876–1877 között Aradi Gerő
- 1877–1778 között Károlyi Lajos
- 1878–1879 között Szegedy Mihály
- 1880–1881-ben Miskósy Gyula
- 1886–1887-ben Zoltán Gyula társulatánál.

### Igazgatóként
- 1881-ben Gyöngyös, Tata
- 1881–1882-ben Szombathely
- 1882–1883-ban Nagykanizsa, Veszprém, Pápa, Nyitra, Léva, Vác
- 1883–1884-ben Hódmezővásárhely, Szarvas, Békéscsaba
- 1884–1885-ben Miskolc, Nagyenyed, Dés, Beszterce, Torda
- 1885–1886-ban Szabadka, Hátszeg, Nagyenyed, Zombor, Hódmezővásárhely
- 1887-ben Beszterce, Dés, Bánffyhunyad, Világos
- 1887–1888: Pankota, Békés, Nyitra, Aranyos-Marót, Trencsén, Selmecbánya, Szepesszombat.